# Phacellodomus dorsalis
El espinero dorsicastaño o espinero de dorso castaño (Phacellodomus dorsalis), es una especie de ave paseriforme de la familia Furnariidae. Es endémica del noroeste de Perú.

## Distribución y hábitat
Se distribuye en el noroeste de Perú en la pendiente oriental de los Andes occidentales en el alto valle del Marañón (sur de Cajamarca y La Libertad); registros en Áncash precisan de documentación.
Esta especie es considerada poco común y local en su hábitat natural: los densos matorrales bajos y áreas cultivadas, entre los 2000 y 2700 m de altitud.

## Estado de conservación
El espinero dorsicastaño ha sido calificado como especie vulnerable por la Unión Internacional para la Conservación de la Naturaleza (IUCN) debido a que su población, estimada en 6 000 a 15 000 individuos maduros, considerada en decadencia, habita en una área reduzida y en declinio. Estaría próxima a ser calificada como amenazada de extinción. Sin embargo se la conoce por le menos en seis localidades, lo que la mantiene como vulerable. n

## Sistemática

### Descripción original
La especie P. dorsalis fue descrita por primera vez por el zoólogo británico Osbert Salvin en 1895 bajo el mismo nombre científico: Phacelodomus [error] dorsalis; la localidad tipo es: «Malca, 8000 pies [c. 2440 m], cerca de Cajabamba, Cajamarca, Perú».

### Etimología
El nombre genérico masculino «Phacellodomus» se compone de las palabras del griego «φακελλος phakellos»: amontonado de palitos, y «δομος domos»: casa; en referencia al típico nido de estas especies. y el nombre de la especie «dorsalis», del latín: dorsal, relativo al dorso.

### Taxonomía
Los estudios filogenéticos encontraron que es hermana de Phacellodomus maculipectus. Es monotípica.